# 192220 Oicles
192220 Oicles este o planetă minoră (asteroid) din Asteroid troian al lui Jupiter. A fost descoperită pe 14 septembrie 2007 la  de Erwin Schwab⁠(d) și a fost numită după Oecles⁠(d). 
Obiectul prezintă o orbită caracterizată de o semiaxă mare de 5,2275093660144 UAi, o excentricitate de 0,06, o înclinație de 12,8 ° în raport cu ecliptica.